# ایوان پتریاک
ایوان پتریاک (اوکراینی: Іван Євгенович Петряк؛ زادهٔ ۱۳ مارس ۱۹۹۴) بازیکن فوتبال اهل اوکراین است.
از باشگاه‌هایی که در آن بازی کرده‌است می‌توان به باشگاه فوتبال شاختار دونتسک و باشگاه فوتبال زوریا لوهانسک اشاره کرد.
وی همچنین در تیم‌های ملی فوتبال Ukraine national under-18 football team, Ukraine national under-19 football team، زیر ۲۰ سال اوکراین، زیر ۲۱ سال اوکراین، و اوکراین بازی کرده‌است.